# 朱寶玉
若瑟·朱寶玉（英語：Joseph Zhu Baoyu；1921年7月2日—2020年5月7日；聖名：若瑟），是天主教中國籍地下教會主教，2011年獲中國政府承認。曾任南陽教區主教 (2002年-2010年)。

## 生平

### 早年生活
朱寶玉出生於1921年7月2日,在中華民國河南省南陽市蒲山鎮。他在6歲時父親去世，隨後被送往孤兒院。8歲在天主教教堂接受洗禮。1946年，他在開封的河南省地區修院修讀哲學及神學，並於1957年他36歲時晉鐸。晉鐸後，在南陽教區 的幾個堂區擔任神職工作。
文化大革命期間，於1964年至1967年被判處勞動改造。後來，獲允許返回家鄉蒲山鎮，朱神父在那裡私下繼續傳教。
1981年朱寶玉神父被逮捕，隨後以「反革命罪」判處10年勞動改造處罰，據報導他組織了一場前往佘山進教之佑聖母大殿的朝聖活動。他於1988年獲得假釋，並獲准在多個堂區繼續牧民工作。1993年，他被限制在蒲山鎮活動。

### 秘密晉牧
1995年3月19日的聖若瑟膽禮，朱寶玉在73歲時獲地下教會南陽教區主教靳德臣主禮，安陽教區張懷信和歸德教區史景賢襄禮秘密晉牧，成為南陽教區助理主教，後獲得被時任教宗若望保祿二世認可任命。但是，中國政府一直不承認他的主教身份。
2002年，朱主教接替靳德辰主教成為南陽教區正權主教。由於年事已高，朱寶玉主教於2010年向教宗本篤十六世遞交辭呈。2011年6月，朱寶玉主教願意成為南陽教區公開教會團體主教，獲中國政府承認。朱主教希望能藉此影響中國政府將文化大革命期間沒收的教會財產歸還給教區。由於健康理由，朱主教在幾年前已榮休，並由地下教會靳祿崗接任成為南陽教區正權主教，而他則住在靳崗安老院，後來再搬到屬南陽教區的聖母無原罪女修會會院居佳。

### 確診新冠狀肺炎
2019年12月，中國武漢爆發2019冠狀病毒病疫情。2020年2月3日朱主教確診新型冠狀病毒病，同月14日獲醫治痊癒，成為中國當時最年長的治癒者，宫方媒體報道他的病例。
同年5月7日，朱寶玉主教在中國河南省南陽市南陽教區屬下的聖母無原罪女修會會院去世，享年98歲。由於疫情期間，朱寶玉主教喪禮於同月9日在靳崗天主堂舉行，只有幾十人參加殯葬禮。殯葬彌撒及墓地下葬禮由南陽教區主教靳祿崗主禮，安陽教區主教張銀林主持追悼會。